# كولونل روبرت موريس
كولونل روبرت موريس (بالإنجليزية: Colonel Robert Morris)‏ هو كاتب أغاني ومغني أمريكي، ولد في 12 ديسمبر 1954، وتوفي في 21 أكتوبر 2013.